# Tour de Basse-Navarre
Le Tour de Basse-Navarre est une course cycliste française disputée autour de Saint-Palais, dans la Basse-Navarre (Pyrénées-Atlantiques). Créée en 2010, elle fait partie d'une série d'épreuves organisées par l'Essor basque. 
Cette course disputée sur un parcours escarpé emprunte notamment les cols d'Osquich, de Gamia (Askonzabal) et d'Ipharlatze. 

## Palmarès
| Année | Vainqueur          | Deuxième           | Troisième            |
| ----- | ------------------ | ------------------ | -------------------- |
| 2010  | Benoît Sinner      | Jean-Luc Delpech   | Rémi Bradoc          |
| 2011  | Méven Lebreton     | Jean Mespoulède    | Mickaël Queiroz      |
| 2012, | Julien Loubet      | Nicolas Morel      | Christophe Goutille  |
| 2013  | Stéphane Reimherr  | Romain Le Roux     | Clément Saint-Martin |
| 2014, | Julien Loubet      | Bruno Armirail     | Loïc Chetout         |
| 2015  | Yoän Vérardo       | Romain Campistrous | Quentin Pacher       |
| 2016  | Élie Gesbert       | Erwann Corbel      | Yoän Vérardo         |
| 2017, | Romain Campistrous | Benjamin Thomas    | Yoann Paillot        |
| 2018  | Romain Campistrous | Thomas Acosta      | Morne van Niekerk    |
| 2019  | Mickaël Guichard   | Romain Campistrous | Christian Scaroni    |
| 2020  | Clément Carisey    | Boris Orlhac       | Florent Castellarnau |
| 2021, | Kévin Besson       | Axel Mariault      | Thomas Bonnet        |
| 2022  | Valère Thiébaud    | Oliver Knight      | Clément Jolibert     |
| 2023  | Oliver Knight      | Artus Jaladeau     | Ander Ganzabal       |
| 2024  | Jonas Geens        | Clément Izquierdo  | Haimar Etxeberria    |
| 2025  | Mathis Guay        | Corentin Dufort    | Cyril Couture        |